# IV. Sancho navarrai király
IV. (Peñaléni) Sancho Garcés (?, 1039 –‎ Peñalén, 1076. június 4.) a Pamplonai Királyság (a XII. század közepétől Navarrai Királyság) Ximena-házból (egyes források írásmódja szerint Jimena-házból, avagy Jiménez-házból) származó királya (1054–1076). Apja V. (Nájerai) García Sánchez (1012?–1054) pamplonai király (1035–1054) volt. (IV. Sancho apját a forrásmunkák túlnyomó többsége III. és nem V. García királyként jelöli, mert az Arista–Iñiga ház két, García néven trónra lépett uralkodóját nem tekintik királynak. Ezek a szerzők I. García királyként a 931-től 970-ig uralkodott García Sánchezt (V. García ükapját) tartják nyilván, II. Garcíának pedig a 994-től 1000-ig uralkodott García Sánchezt, V. García nagyapját nevezik.)

## Uralkodása
IV. Sancho uralkodása válságos időszak volt a királyság életében. 1065-től 1067-ig tartott a " három Sancho háborúja". Ezt a konfliktust II. (Erős) Sancho (1037? – 1072) kasztíliai király kezdte a pamplonai uralkodó és I. Sancho Ramírez (1042? – 1094) aragóniai király ellen. A navarrai király pedig 1069-ben rávette Zaragoza mór emírjét arra, legyen a vazallusa, és ezzel magára haragította mindkét, a Pamplonai Királyságnál erősebb szomszédját: VI. Alfonz kasztíliai királyt (*1040; ur.1065–1109), aki 1072-ben VI. Alfonz néven leóni király is lett (II. Sancho öccsét), és I. Sancho Ramírezt, az aragóniai királyt. Ők négyen egyébként unokatestvérek voltak: IV. Sancho apja, V. García pamplonai király, II. Sancho és VI. Alfonz apja, I. (Nagy) Ferdinánd kasztíliai (1035–1065) és leóni király (1037–1065), valamint I. Sancho Ramirez apja, I. Ramiro aragóniai király (1035–1063) egyaránt III. (Nagy) Sancho Garcés pamplonai király (1000–1035) fia volt.

## Utódlása
A királyságot belviszály is sújtotta, amelynek során 1076-ban a fivére, a később „testvérgyilkos” jelzővel illetett Ramón (azaz Rajmund) meggyilkolta IV. Sanchót. (A merénylet IV. Sancho kedvelt tartózkodási helyén, Peñalénben történt, innen ered a király előneve.) Egyes források szerint a gyilkosságra a Navarrára sóvárgó VI. Alfonz bujtotta fel. Más források szerint IV. Sanchót I. Sancho Ramirez gyilkoltatta meg, ez azonban nem tűnik valószínűnek. A pamplonai nemesség ugyanis nem fogadta el azt, hogy a testvérgyilkos Ramón kormányozzon: Ramón száműzetésben is halt meg; elhunytának időpontja bizonytalan. I. Sancho Ramirezt viszont elfogadta a nemesség. Az aragóniai király fennhatósága alá vonta a Pamplonai Királyságot, és V. Sancho Ramirez néven Pamplona királya (1076 – 1094) lett. Ezzel megakadályozta azt, hogy VI. Alfonz országaihoz csatolja az egész királyságot, ám az – területi veszteségek (La Rioja Kasztíliához csatolása) mellett, átmenetileg – így is elveszítette a függetlenségét. Ugyanis mind V. Sancho Ramirez, mind két utóda – I. Péter aragóniai király és e néven egyidejűleg pamplonai király (1094–1104), és az öccse, I. (Harcos) Alfonz aragóniai király és e néven egyidejűleg pamplonai király (1104–1134) – Aragónia királyaként uralkodott Navarrában. A Pamplonai/Navarrai Királyság függetlenségét csak V. (Nájerai) García Sánchez pamplonai király dédunokája, VI. (Újjáépítő) García (ur. 1134-től 1150-ig) állította vissza. 
IV. Sanchónak két törvényes fia (Sancho (?–?) és García Sánchez (?–1091?) született, róluk azonban nincsenek közelebbi adataink. Van olyan forrásmunka, amely IV. Sancho García Sánchez nevű fiát címzetes pamplonai királynak nevezi, és azt közli róla, hogy Kasztíliában, száműzetésben halt meg.